# پوستنیه، لیوبووئیا
پوستنیه (به صربی: Postenje) یک روستا در صربستان است که در Ljubovija واقع شده‌است.